# Кастельновская культура
Кастельновская культура, фр. Castelnovien — доисторический культурный горизонт эпохи мезолита, в основном на территории современного Прованса. Имя культуре дал археолог Макс Эскалон де Фонтон по латинизированной форме названия пещеры Шатонёф-ле-Мартиг (Châteauneuf-les-Martigues) в департаменте Буш-дю-Рон. Существовал на юго-востоке Франции и, по-видимому, выделился из монтадийского горизонта.
Кастельновская культура хронологически относится к 6 тыс. до н. э., к бореальному климатическому периоду.
Позднее кастельновская культура была поглощена пришельцами — носителями кардиальной культуры, которые, в свою очередь, восприняли многие из её традиций.